# Hlîbociok, Jîtomîr
Hlîbociok (în ucraineană Глибочок) este localitatea de reședință a comunei Hlîbociok din raionul Jîtomîr, regiunea Jîtomîr, Ucraina.

## Demografie
Componența lingvistică a localității Hlîbociok
     Ucraineană (96,84%)
     Rusă (2,46%)
Conform recensământului din 2001, majoritatea populației localității Hlîbociok era vorbitoare de ucraineană (96,84%), existând în minoritate și vorbitori de rusă (2,46%).